# 東莞銀行

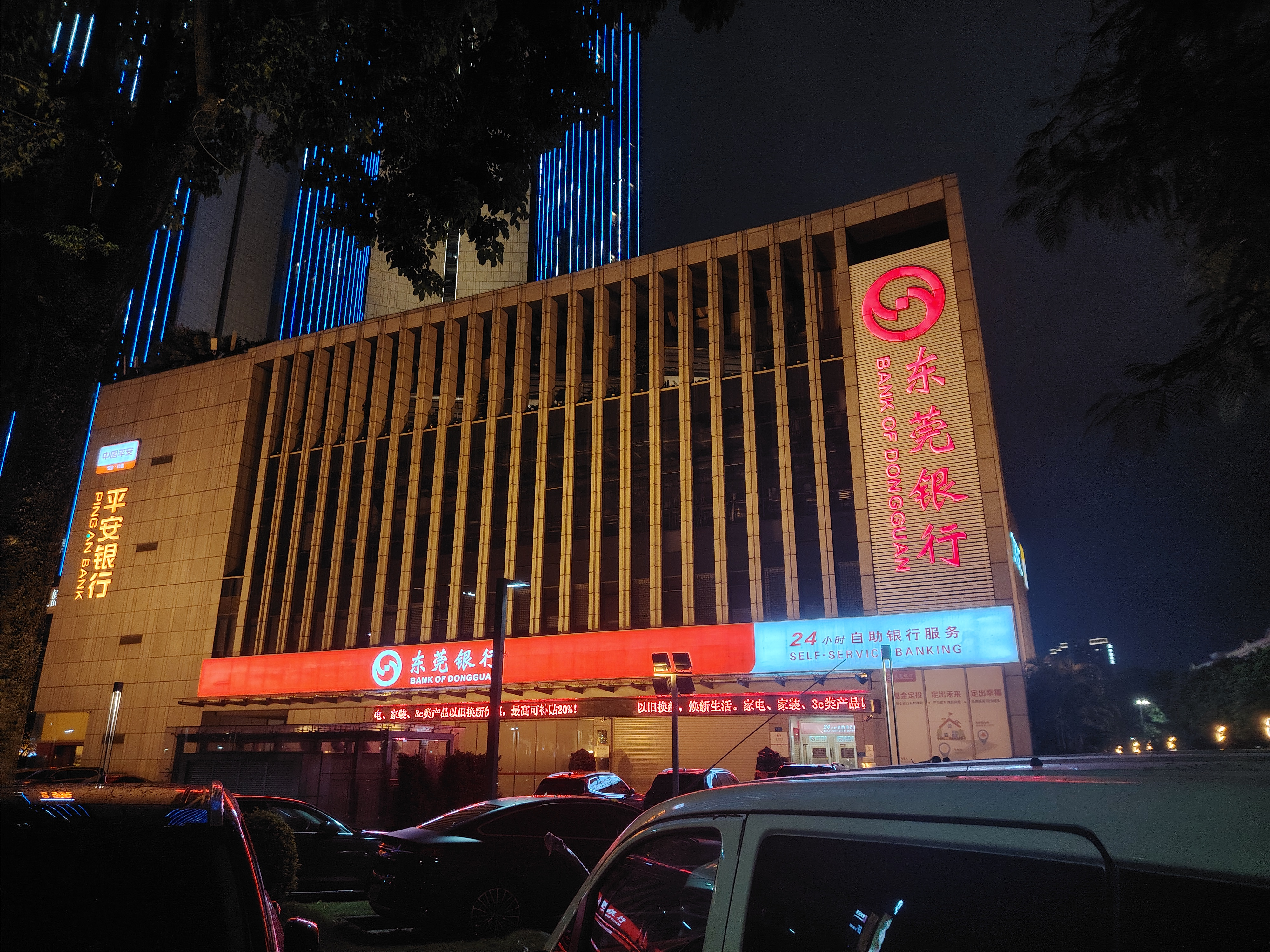
莞银东莞分行

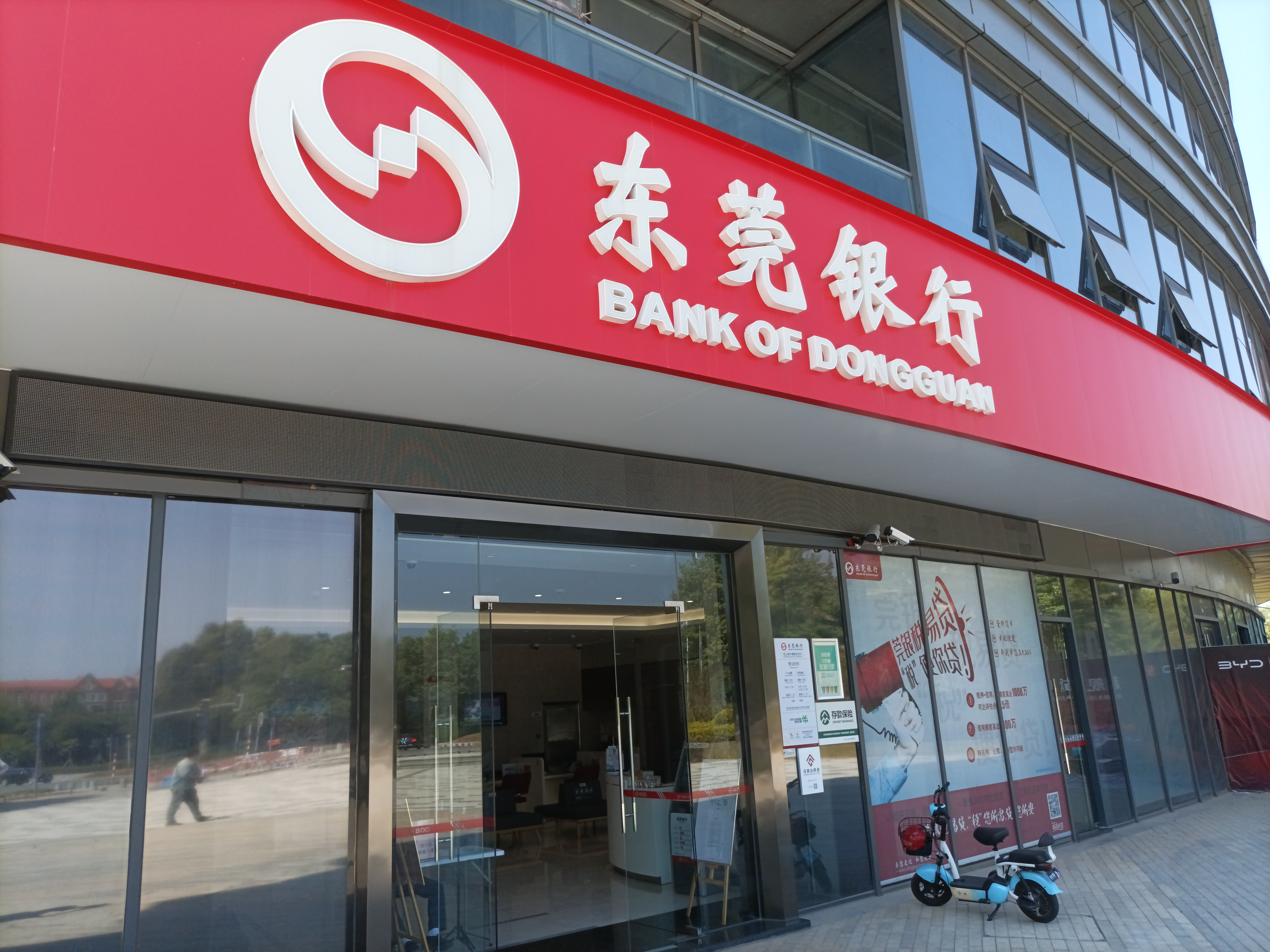
东莞银行支行

东莞银行（英語：Bank of Dongguan），前身东莞市商业银行，创立于1999年9月23日，2008年3月24日改为现名。东莞银行是中国的区域性商业银行之一，总部位于东莞。东莞银行的网点分布在东莞市32个镇（街）和广州市、珠海市；東莞銀行香港分行於2021年9月在香港開業，是東莞銀行於中國大陸境外第一家分行。
據東莞銀行2012年年報披露，該行資產總額達1,399.77億元（人民幣，下同），增幅14.15%；淨利潤為19.27億元，同比增長45.39%，增幅在排隊上市的城商行中遙遙領先。其中，存款餘額966.37億元，增幅20.38%；貸款餘額581.40億元，增幅21.12%。
東莞銀行披露2024年年報顯示，2025年1月20日，該行原第四大股東東莞市鴻中投資有限公司將其所持有的該行約1.05億股股權全部轉讓給東莞市莞城福好企業投資有限公司。轉讓完成後，莞城福好企業持有東莞銀行數量接近1.05億股，佔該行總股本的4.48%，成爲該行第四大股東。據了解，莞城福好企業實際控制人爲東莞市國資委。本次股權轉讓完成後，東莞銀行國有股份比例升至42%。（人民財訊）

## 歷史
- 1999年9月23日：由东莞市内33家城市信用社合并改制而成的东莞市商业银行成立。
- 2008年3月24日：东莞市商业银行更名为东莞银行。
- 2008年9月27日：东莞银行成为中国男子篮球职业联赛卫冕冠军广东宏远队新赛季的赞助商，广东宏远队也将称为广东东莞银行队。
- 2008年12月16日：东莞银行广州分行成立，分行地址位于广州市天河区天河路240号丰兴广场首层。
- 2013年11月8日：东莞银行珠海分行成立，分行地址位于珠海市香洲区情侣中路385号。
- 2019年11月1日：东莞银行获得东莞篮球中心的冠名权[2]。
- 2021年3月17日：東莞銀行獲香港金融管理局根據香港《銀行業條例》授予銀行牌照[3]，原香港代表处正式升格为香港分行。
- 2021年8月，东莞银行在香港设立莞银国际有限公司[4]。2024年10月，莞银国际获授予银行牌照[5]；同年12月30日，莞银国际更名为东莞银行（国际）[6]。
- 2025年8月11日，东莞银行（国际）正式在香港东莞银行大厦（原中银集团人寿保险大厦）开门营业，这是香港时隔11年后新增本地注册传统零售银行，也是中国内地城市商业银行首家在港全新设立开展全面业务的子行，当日同时发行银联提款卡和万事达扣账卡。[7][8]